# Igreja de São Francisco de Assis (Hervartov)

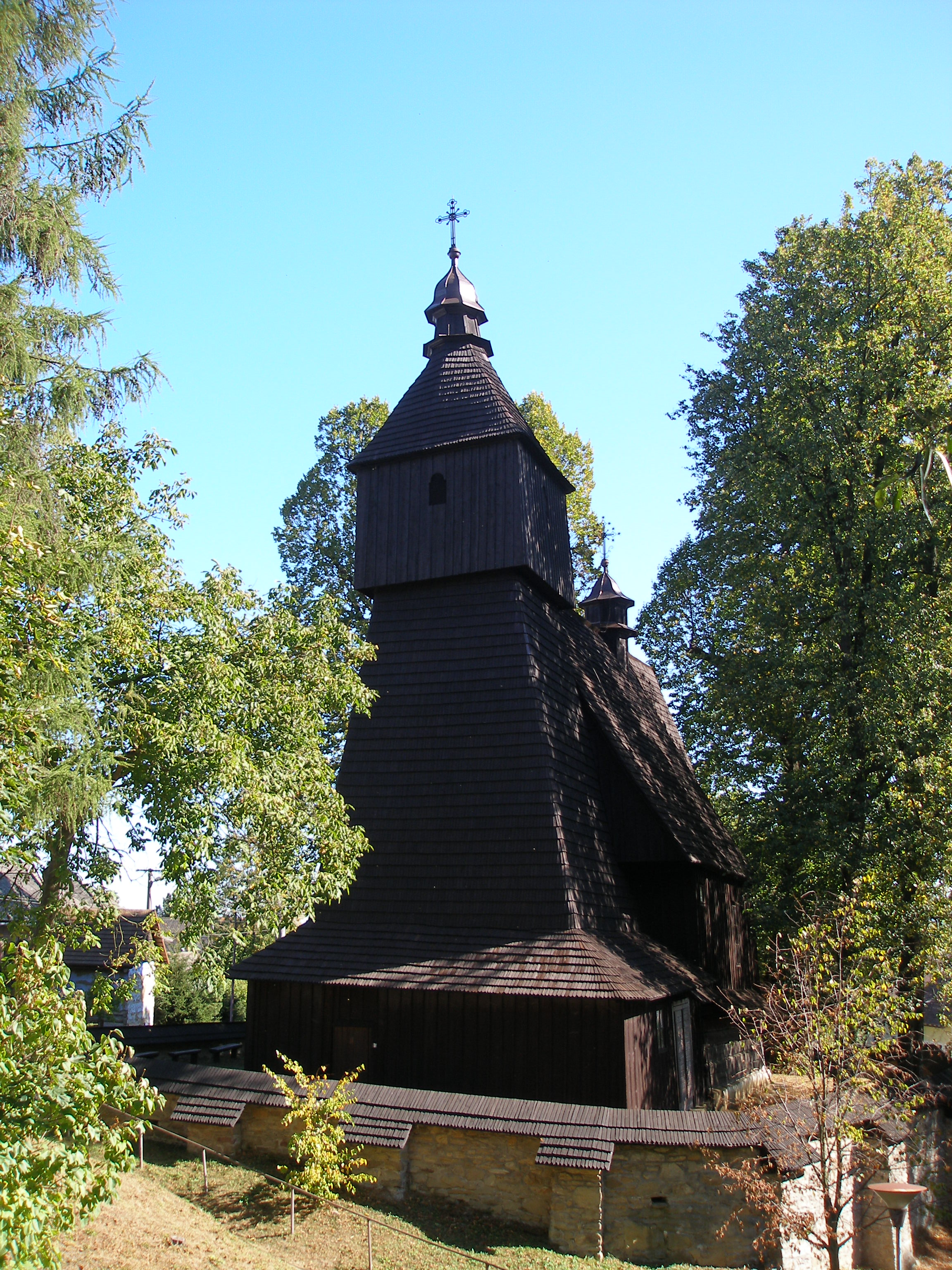
Igreja de São Francisco de Assis em Hervartov.

A Igreja de São Francisco de Assis é uma igreja católica romana situada na vila de Hervartov, Eslováquia.

## História
A igreja foi construída em madeira no final do século XV. As pinturas murais datam de entre 1655 e 1805.
Em 7 de julho de 2008, a igreja juntamente com outros sete monumentos foi declarada património mundial da UNESCO sob o nome de "Igrejas de madeira da parte eslovaca da área montanhosa dos Cárpatos".